# Idol School (chương trình truyền hình)
Idol School- Học Viện Thần Tượng  (tiếng Hàn: 아이돌 학교) là một chương trình truyền hình thực tế sống còn của đài Mnet nhằm tuyển chọn ra 9 thành viên cho nhóm nhạc nữ trong số 41 học sinh được đào tạo hát và nhảy trong vòng 11 tuần.
Idol School khác với Produce 101 - một chương trình thực tế sống còn khác của Mnet về số thí sinh tham gia, hệ thống bình chọn, số người chiến thắng để ra mắt cuối cùng, và cũng như những người bị loại, họ có thể vẫn có thể ra mắt trong trong tương lai, nếu họ chọn để nhận lời đề nghị tiếp tục theo học tại một trường khác ngoài khuôn viên dưới sự giám sát ít hơn.
Chương trình được công chiếu vào ngày 13 tháng 7 năm 2017, kết thúc ngày 29 tháng 9 năm 2017.Tên chính thức của nhóm ra mắt là Fromis 9, nghĩa là "From Idol School".

## Khái niệm
Mặc dù được quảng bá như là một chương trình sinh tồn, Idol School, như tên gọi của nó, giống như một ngôi trường thực sự. Trong 11 tuần, các học sinh sẽ nhận được bài học không chỉ về ca hát và nhảy múa mà còn là lịch sử của Kpop và mọi thứ liên quan đến việc trở thành một thần tượng ở Hàn Quốc, như đào tạo tinh thần và xuất hiện trước công chúng. Nhà sản xuất Shin Yuseon nói rằng họ bắt đầu chiêu mộ học sinh vào tháng 4 năm 2017. Chỉ những học viên nữ 11 tuổi trở lên mà không phải là thực tập sinh của bất kỳ công ty giải trí nào cũng được phép tham gia. Nhà sản xuất cũng đã làm rõ rằng những cựu thực tập sinh và ngay cả những ca sĩ cũ cũng có cơ hội để tham gia. Điều này gây ra một số tranh cãi như một số người cảm thấy rằng nó đi ngược lại khái niệm "đào tạo sinh viên bình thường" nhưng bất chấp điều đó, các thí sinh đã từng được đào tạo trong các công ty giải trí đã được cắt giảm. Khán giả sẽ bình chọn trực tiếp ở mỗi tập và điểm của học sinh sẽ được xác định hoàn toàn bởi đó.
Thành viên Super Junior, Kim Hee-chul sẽ đóng vai trò là giáo viên chủ nhiệm của chương trình, còn nam diễn viên kỳ cựu Lee Soon-jae sẽ là hiệu trưởng của trường. Những người tham gia sẽ được giảng dạy bởi một số giáo viên: Ca sĩ và thành viên SES Bada sẽ là giáo viên thanh nhạc cùng với huấn luyện viên Jang Jin-young của SM Entertainment. Vũ đạo sẽ được dạy bởi biên đạo múa Park Jun-hee và ca sĩ Stephanie. Black Eyed Pilseung là nhà sản xuất âm nhạc.

## Học sinh
Từ trang web chính thức của Mnet. Lưu ý: Tuổi các học viên được tính tại thời điểm ghi hình
| Tên                   | Hangul        | Tuổi | Ghi chú |
| --------------------- | ------------- | ---- | --- |
| Bae Eun-young         | 배은영        | 21   | Thực tập sinh từ Stone Music Entertainment, từng tham gia Produce 48 |
| Baek Ji-heon          | 백지헌        | 15   | Cựu TTS từ Woollim Entertainment, debut với Fromis 9 |
| Sky                   | 빈하늘        | 19   | Cựu TTS Dublekick Company. |
| Cho Se-rim            | 조세림        | 18   | Debut vào năm 2019 EVERGLOW với nghệ danh Onda (온다). |
| Cho Young-ju          | 조영주        | 23   | |
| Cho Yu-bin            | 조유빈        | 19   | Debut vào 2018 với Pink Fantasy |
| Jo Yu-ri              | 조유리        | 17   | Tham gia Produce 48 và đã debut với IZ*ONE. |
| Chu Won-hee           | 추원희        | 19   | |
| Hong Si-woo           | 홍시우        | 21   | |
| Jang Gyu-ri           | 장규리        | 21   | Debut với Fromis 9 và đã tham gia Produce 48 |
| Jung So-mi            | 정소미        | 19   | |
| Kim Eun-kyul          | 김은결        | 13   | TTS YG |
| Kim Eun-seo           | 김은서        | 18   | Cựu TTS JYP Entertainment đã tham gia SIXTEEN |
| Jenny - Kim Joo-hyun  | 김주현        | 16   | Con gái của nhà ngoại lai Kim Heung-gook. |
| Kim Myong-ji          | 김명지        | 21   | Cựu thành viên Tiny-G |
| Kim Na-yeon           | 김나연        | 22   | Cựu TTS JYP Entertainment thành viên Berry Good |
| Lee Chae-yeong        | 이채영        | 18   | Cựu TTSJYP Entertainment và debut với Fromis 9. |
| Lee Da-hee            | 이다희        | 22   | Cựu thành viên Awe5ome Baby |
| Lee Hae-in            | 이해인        | 24   | Cựu TTS SS Entertainment, thí sinh Produce 101 và cựu thành viên I.B.I |
| Lee Na-kyung          | 이나경        | 18   | Debut với Fromis 9 |
| Lee Sae-rom           | 이새롬        | 21   | Thí sinh Dancing 9 và debut với Fromis 9 |
| Lee Seo-yeon          | 이서연        | 18   | Cựu TTS YG Entertainment và debut với Fromis 9 |
| Jessica Lee/ Lee Seul | 이슬          | 17   | Cựu thành viên Highteen |
| Lee Si-an             | 이시안        | 18   | TTS Stone Music Entertainment và đã tham gia Produce 48 |
| Lee Yoo-jung          | 이유정        | 21   | Cựu thành viên myB |
| Lee Young-yoo         | 이영유        | 20   | Cựu thành viên Former 7 Princess, diễn viên và cựu TTS Woollim Entertainment |
| Michelle White        | 화이트 미셸   | 14   | |
| Natty                 | 나띠          | 16   | Cựu TTS JYP Entertainment và tham gia SIXTEEN |
| Park Ji-won           | 박지원        | 20   | Cựu TTS JYP Entertainment, tham gia SIXTEEN và debut với Fromis 9. |
| Park So-myeong        | 박소명        | 21   | |
| Park Sun              | 박선          | 14   | TTS Starship |
| Roh Ji-sun            | 노지선        | 20   | Debut với Fromis 9 |
| Seo He-rin            | 서헤린        | 16   | Cựu TTS SM Entertainment và đã góp phần trong SM Rookies project. |
| Shin Si-ah            | 신시아        | 19   | Cựu TTS Dublekick Company và tham gia Finding Momoland |
| Snowbaby              | 스노우 베이비 | 22   | YouTuber và thí sinh người Đài Loan |
| Som Hye-in            | 솜혜인        | 22   | Người mẫu. Rời chương trình vì lí do sức khỏe. Sau này được công khai là vì ám ảnh cưỡng chế, trầm cảm, lo âu, hội chứng lo âu xã hội và mất ngủ. Cô cũng được biết là một người song tính luyến ái. Hiện cô đã debut solo và đang yêu một cô bạn gái đồng tính. |
| Song Ha-young         | 송하영        | 21   | Debut với Fromis 9 |
| Tasha                 | 타샤          | 25   | Cựu thí sinh Dancing 9 và thành viên Skarf. |
| Yang Yeon-ji          | 양연지        | 22   | Cựu thành viên Bloomy. |
| Yoo Ji-na             | 유지나        | 21   | |
| Yoon Ji-woo           | 윤지우        | 17   | |

## Sản xuất
Khuôn viên trường thuộc một làng người Anh thuộc quận Yangpyeong, tỉnh Gyeonggi, Hàn Quốc.

## Ca khúc chủ đề
Ca khúc "Cause You Are Pretty (예쁘니까)" được trình bày bởi 41 thí sinh, được Mnet phát hành kỹ thuật số vào ngày 13 tháng 7, cùng ngày ra mắt của chương trình. Các thí sinh cũng biểu diễn bài hát trên M! Countdown.

## Hiệu suất
| Tập | Ngày phát sóng      | tvN           | tvN           | tvN            | Mnet          |
| Tập | Ngày phát sóng      | Hiệu suất AGB | Hiệu suất AGB | Hiệu suất TNms | Hiệu suất AGB |
| Tập | Ngày phát sóng      | Toàn quốc     | Thủ đô Seoul  | Hiệu suất TNms | Toàn quốc     |
| --- | ------------------- | ------------- | ------------- | -------------- | ------------- |
| 1   | 13 tháng 7 năm 2017 | 1.476%        | 1.930%        | 1.5%           | 0.781%        |
| 2   | 20 tháng 7 năm 2017 | 1.154%        | 1.277%        | 1.1%           | 0.529%        |
| 3   | 27 tháng 7 năm 2017 | 0.869%        | %             | 1.4%           | 0.504%        |
| 4   | 3 tháng 8 năm 2017  | 0.8%          | %             | 1.1%           | %             |

| Tập | Ngày phát sóng      | Mnet          | Mnet          | Mnet           |
| Tập | Ngày phát sóng      | Hiệu suất AGB | Hiệu suất AGB | Hiệu suất TNms |
| Tập | Ngày phát sóng      | Toàn quốc     | Thủ đô Seoul  | Hiệu suất TNms |
| --- | ------------------- | ------------- | ------------- | -------------- |
| 5   | 17 tháng 8 năm 2017 | 0,6%          | %             | 0,6%           |

## Kết quả
Nhóm Fromis 9 được ra đời
| # | Tập 11 (Tổng phiếu bầu) | Tập 11 (Tổng phiếu bầu) |
| # | Tên                     | Số phiếu                |
| - | ----------------------- | ----------------------- |
| 1 | Roh Ji-sun              | 71,834                  |
| 2 | Song Ha-young           | 71,549                  |
| 3 | Lee Sae-rom             | 71,037                  |
| 4 | Lee Chae-young          | 65,318                  |
| 5 | Lee Na-kyung            | 64,001                  |
| 6 | Park Ji-won             | 63,816                  |
| 7 | Lee Seo-yeon            | 61,083                  |
| 8 | Baek Ji-heon            | 59,577                  |
| 9 | Jang Gyu-ri             | 57,230                  |